# Alexander Altman

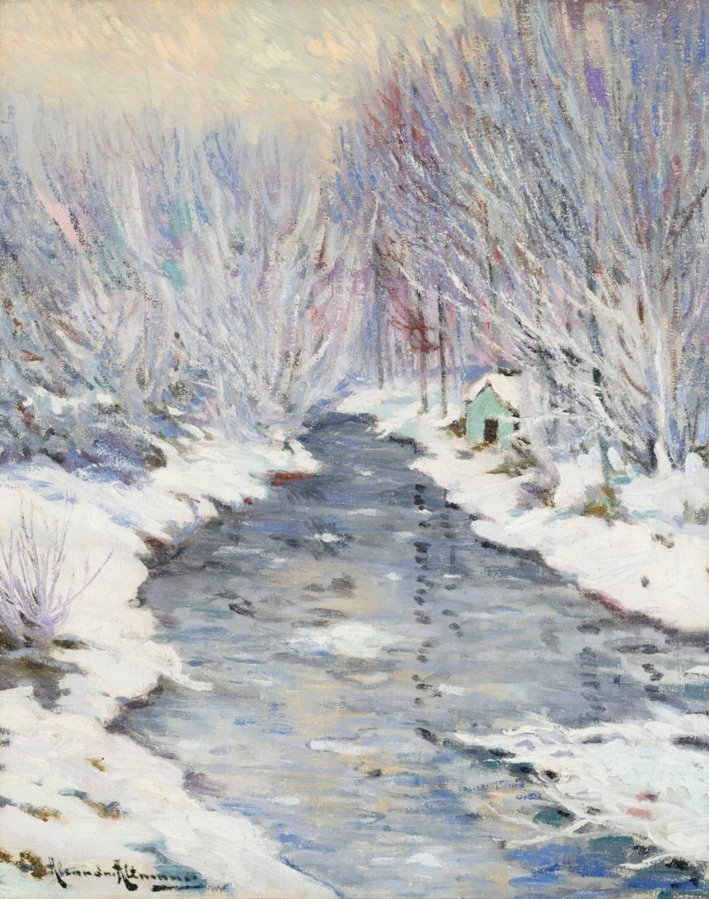
Winterlandschaft

Alexander Altman (russ. Александр Альтман, * 28. Februar 1878 in Soboliwka, Russisches Kaiserreich; † 14. September 1932 in Nemours, Frankreich) war ein ukrainisch-französischer Landschaftsmaler.
Geboren in einer ärmlichen jüdischen Familie, besuchte er die religiöse Chederschule. Im Alter von elf Jahren verließ er das Elternhaus und kam nach Odessa, wo er den Unterhalt als Gehilfe beim Schneider, Schlosser und Schuster verdiente. Er wurde als Dienstbote beim Kunstmaler Doroschenko angestellt, der seine Begabung entdeckte und ihn zum Besuch einer Kunstschule ermunterte. 
1898 kam Altman nach Wien, dann nach Paris, wo er seit 1900 die Académie Julian besuchte.
1908 zeigte er seine ersten Werke auf den Pariser Salons, wie Artistes Indépendants (1910–1920), Salon des Tuileries (1908) und Salon d’Automne (1908–1924) sowie in Odessa im Salon von Wladimir Izdebski. 
1912 stellte Altman seine Werke in Paris gemeinsam mit seinen Freunden David Widhopff und Naum Aronson aus. 
Altman schuf vor allem Landschaften von Frankreich sowie Stadtansichten, seltene Stillleben. Das ganze Leben lang blieb er dem Impressionismus treu.